# Nordisches Afrika-Institut

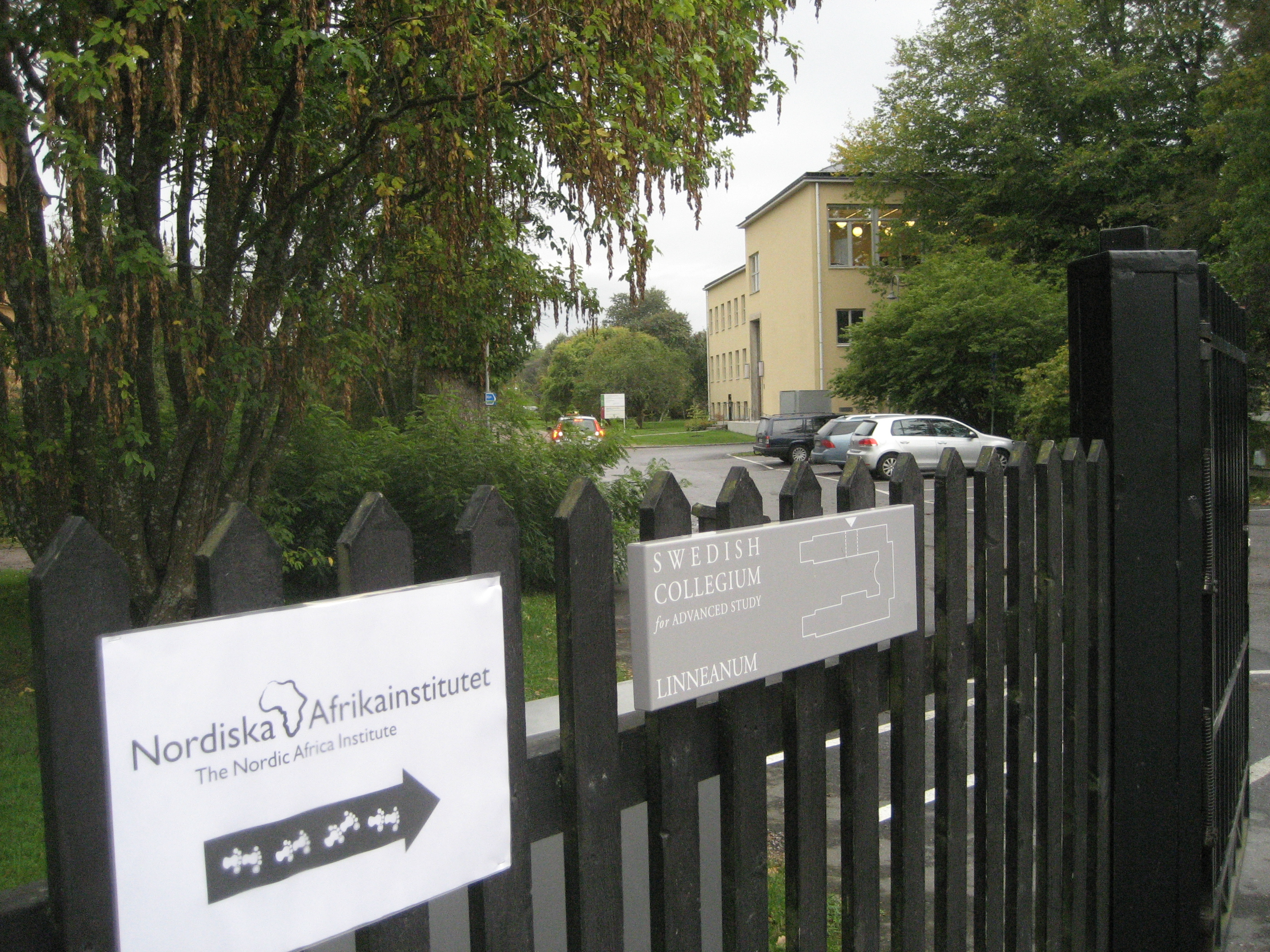
Nordiska Afrikainstitutet in Uppsala

Das Nordische Afrika-Institut (schwedisch Nordiska Afrikainstitutet) ist ein Forschungsinstitut, das auch als Dokumentations- und Informationszentrum für das heutige Afrika in den Nordischen Ländern dient. Es ist in Uppsala gelegen und wurde 1962 von den Nordischen Ländern gegründet.
Das Nordiska Afrikainstitutet wird durch die Nordischen Länder finanziert und ist verwaltungsmäßig eine schwedische, staatliche Behörde, die dem schwedischen Außenministerium unterstellt ist.
Das Institut ist Mitglied der Africa-Europe Group for Interdisciplinary Studies (AEGIS).
Therese Sjömander Magnusson leitet seit 2019 das Institut.